# Peugeot 404

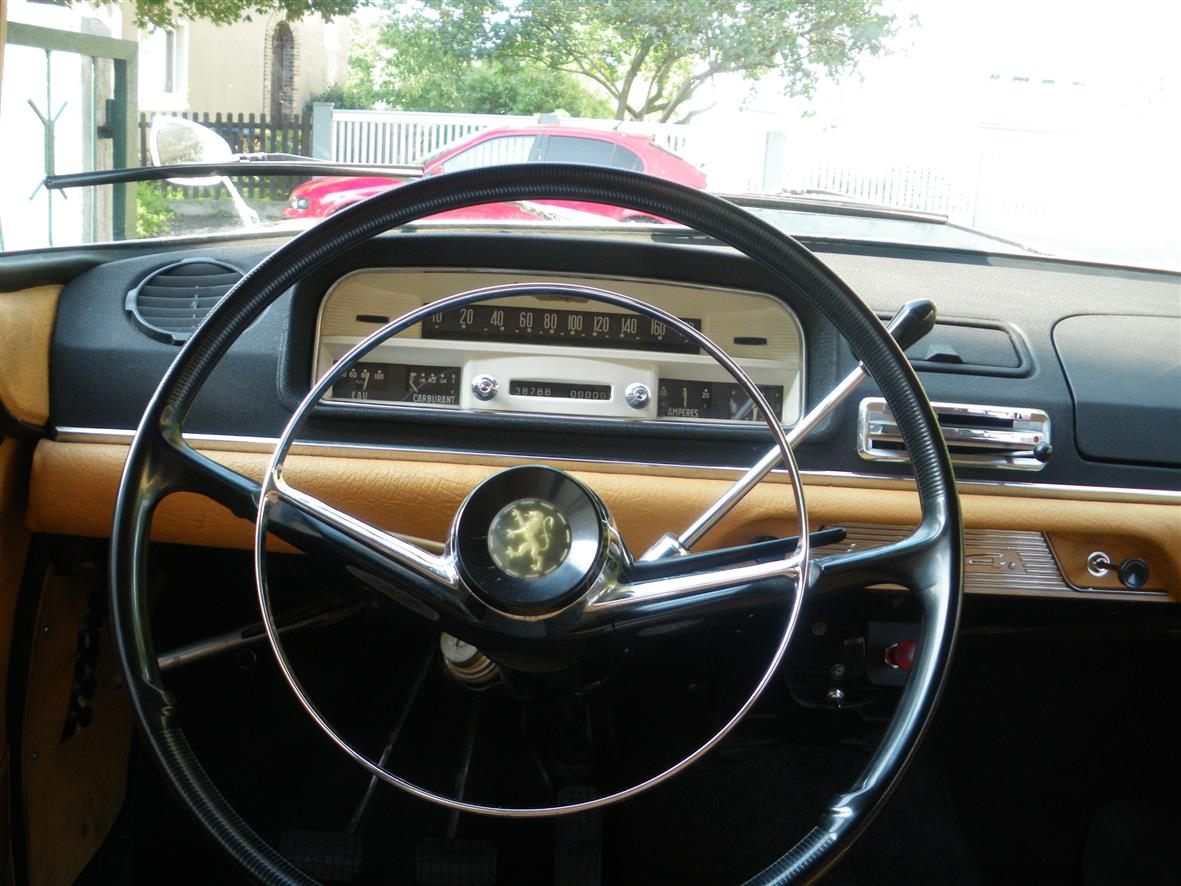
Armaturenbrett Peugeot 404 Super Luxe 1963

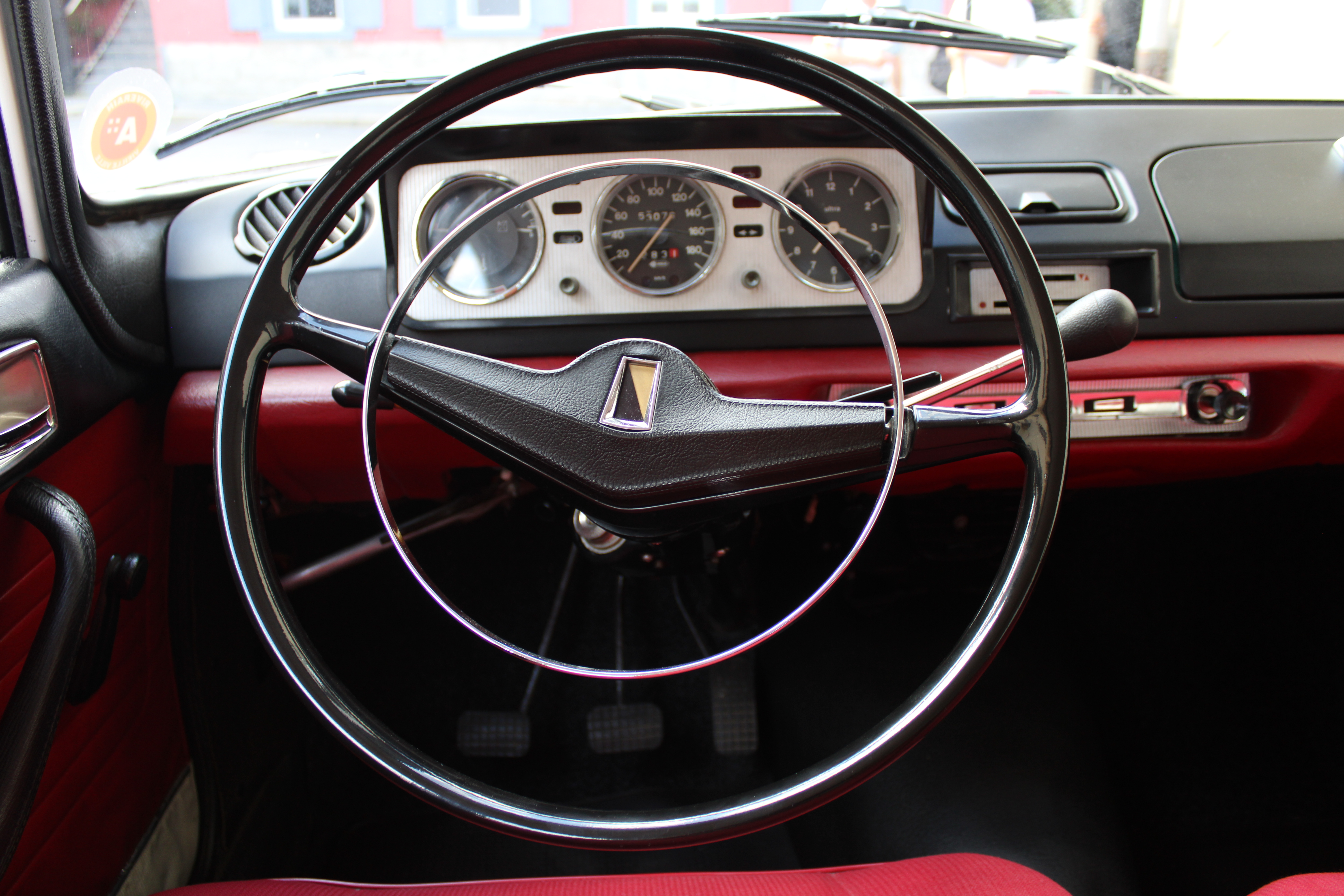
Armaturenbrett Peugeot 404 Grand Tourisme mit Rundinstrumenten ab 1967

Der Peugeot 404 ist ein Pkw-Modell des französischen Herstellers Peugeot. Er wurde von Mai 1960 bis Oktober 1975 in Europa hergestellt, wobei Peugeot die Auslieferung dieses Modells in Europa bereits Ende 1974 einstellte.
Erste Prototypen sollen schon 1957 entstanden sein. Vorgänger war der 403, jeweils mit teilweise identischen Motoren- bzw. Getriebevarianten.
Außerhalb Europas wurde das Modell lange weiterproduziert; es gibt sehr unterschiedliche Angaben über das Ende der Produktion. Der Wagen wurde z. B. bis mindestens 1982 in Argentinien gebaut und in Kenia noch bis 1988 (Pick-up) bzw. 1989 (Limousine).

## Geschichte
Der Peugeot 404 ist ein heckgetriebenes Mittelklasse-Fahrzeug, das als viertürige Stufenhecklimousine, fünftüriger Kombi (Break, Commerciale und Familiale mit bis zu 7 Sitzen auf drei Sitzbänken), Cabriolet, Coupé und als Pick-up erhältlich war und wegen seiner damaligen äußerst umfangreichen Serienausstattung (unter anderem: Stoßstangen, Radkappen, Zierleisten und weitere Applikationen in rostfreiem Edelstahl) sowie seiner robusten Zuverlässigkeit auch in Deutschland sehr beliebt war. Der um 45° nach rechts geneigte Motor ergab einen niedrigen Schwerpunkt des Wagens, der Anteil an der ausgezeichneten Straßenlage hatte. Der Peugeot 404 galt insgesamt als ein besonders durchdachtes, modernes und zweckmäßiges Fahrzeug der 1,5- bis 2,0-Liter-Klasse.
Die Karosserie des 404 stammt von dem italienischen Designer Pininfarina (wie schon die des 403). Sie setzt die Linie des ebenfalls von Pininfarina gestalteten BMC ADO9 fort.
Vom Produktionsbeginn bis zum Modellwechsel im August 1966 hatte der Peugeot 404 einen Tachometer der Firma Jaeger, bei dem die Zahlen wie bei einem Bandtacho in einer Linie standen. Allerdings wurde kein rotes Tempoband wie beim Volvo Amazon bzw. kein dreifarbiges wie beim Opel Rekord A/B verwendet, sondern nur ein normaler weißer Zeiger. Dadurch war die Ablesbarkeit erheblich schlechter. Bei den Modellen mit Vergaser- und Dieselmotor reichte die Skala bis 170 km/h. Bei den Autos mit Kugelfischer-Einspritzung (Injection) „verlängerte“ man sie im August 1965 auf 190 km/h. Ab 1967 wurden Rundinstrumente verbaut.
Bis zum Sommer 1967 war der Peugeot 404 mit dem C 3-Getriebe ausgerüstet. Dessen Lenkradschaltung war verbunden mit einer mechanisch betätigten Kupplung. Das Schaltschema widersprach dem „europäischen“ Standard: Der erste Gang lag unten vorn, der Rückwärtsgang oben vorn. Nur für Cabriolet und Coupé gab es eine „Nardi“-Mittelschaltung.
Die Karosserien von Cabriolet und Coupé wurden von Pininfarina in Italien gebaut (erkennbar an den Logos von Pininfarina zwischen Tür und hinterem Radkasten).
Mit diversen Sonderaufbauten und -ausstattungen wurde der Peugeot 404 unter anderem auch als Taxi, Polizei-, Feuerwehrfahrzeug, Kranken- oder Abschleppwagen eingesetzt.
Der 404 war während seiner Produktionszeit im Bereich der Diesel-Pkw die einzige nennenswerte Alternative zu den Dieselfahrzeugen von Mercedes-Benz.

## Karosserievarianten
Die ersten Serien von Mai 1960 bis August 1963 hatten Stoßstangenhörner nur aus Edelstahl. Danach gab es immer größere Wülste aus Gummi.
Während die Limousine in Europa die gesamte Bauzeit bis Herbst 1975 (in Afrika bis 1989) im Programm blieb, liefen die Kombiversionen bereits im Herbst 1971 aus. Das seltene Cabriolet (ab Oktober 1961) und das ebenso rare Coupé (ab Oktober 1962) wurden nur bis Spätsommer 1968 ausgeliefert. Als Pick-up gab es den 404 in Europa zwischen Mitte 1967 und Ende 1978. In Afrika wurde er noch bis 1988 produziert.

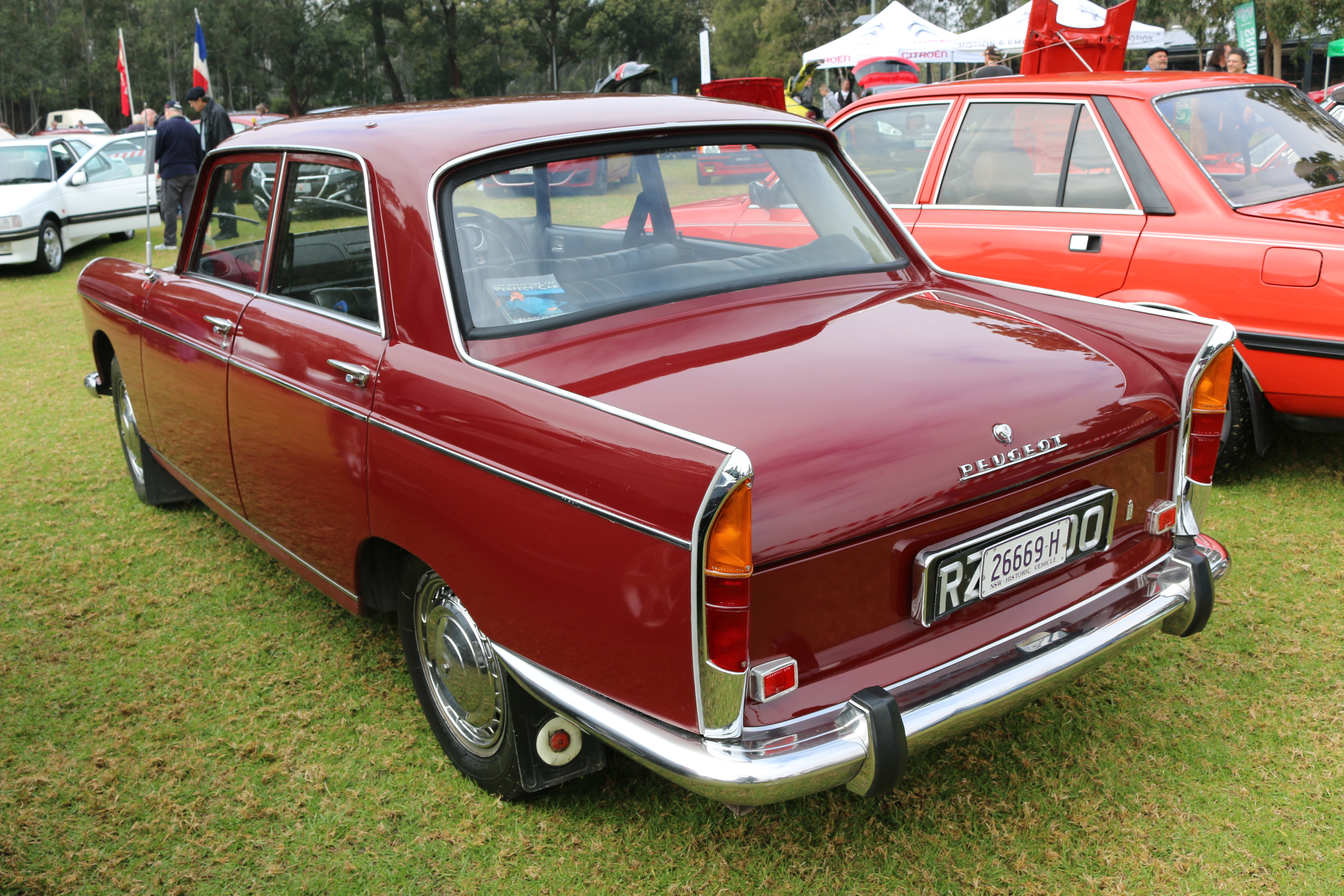
Heckansicht
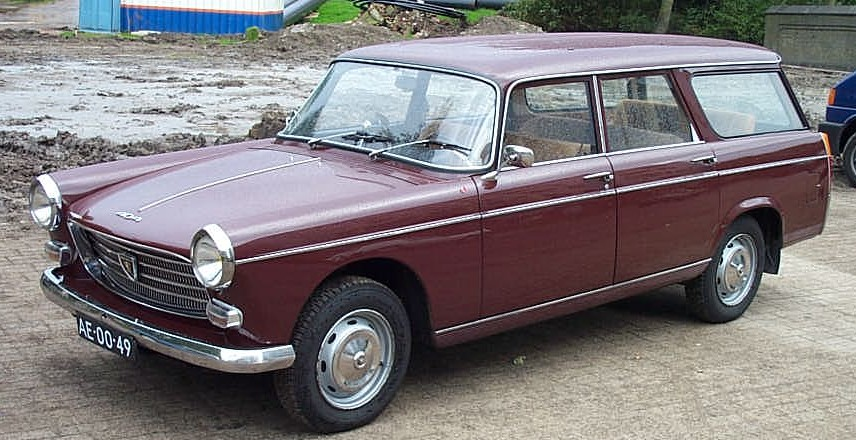
Peugeot 404 Familiale (1960–1971)
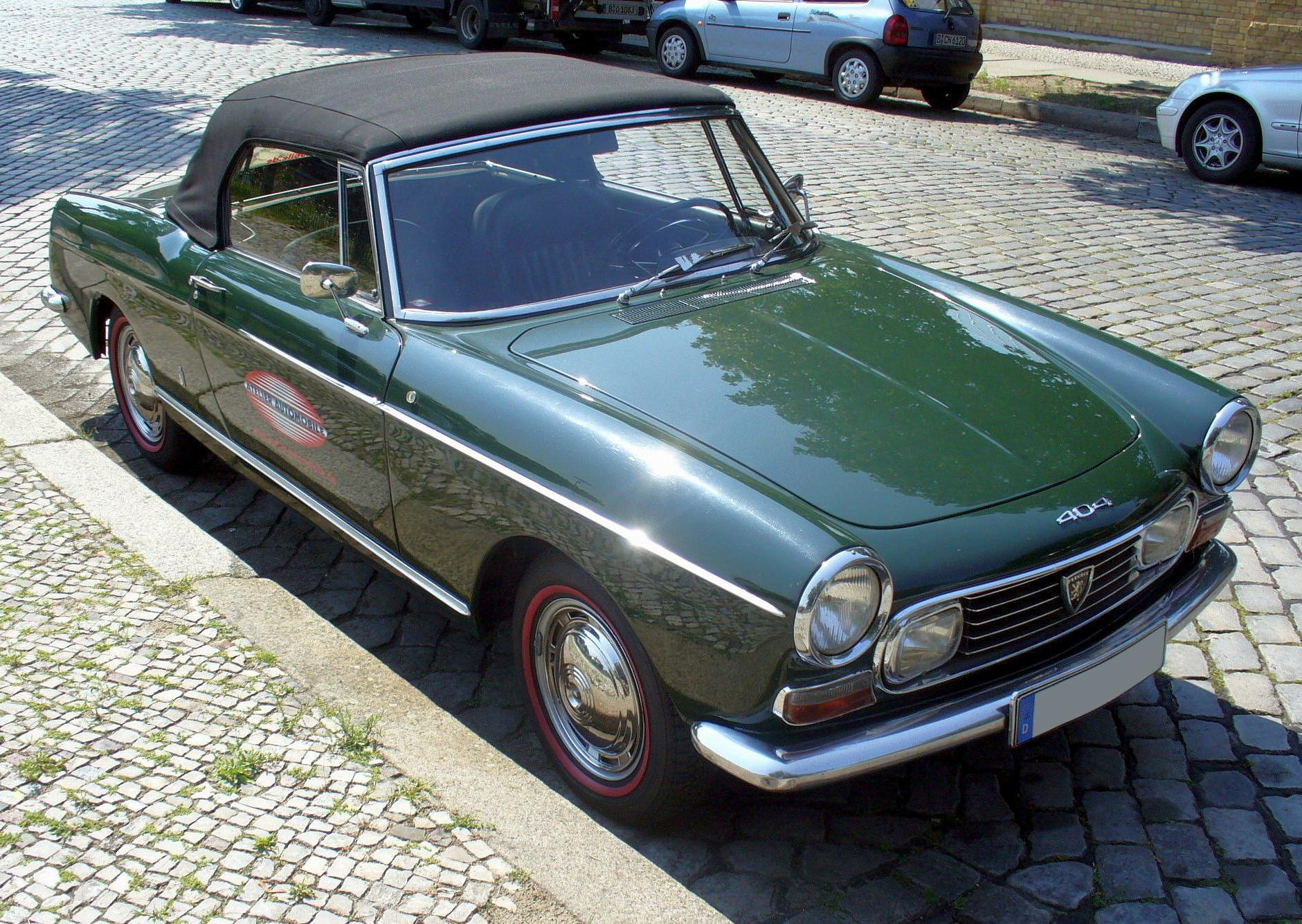
Peugeot 404 Cabriolet (1961–1968)
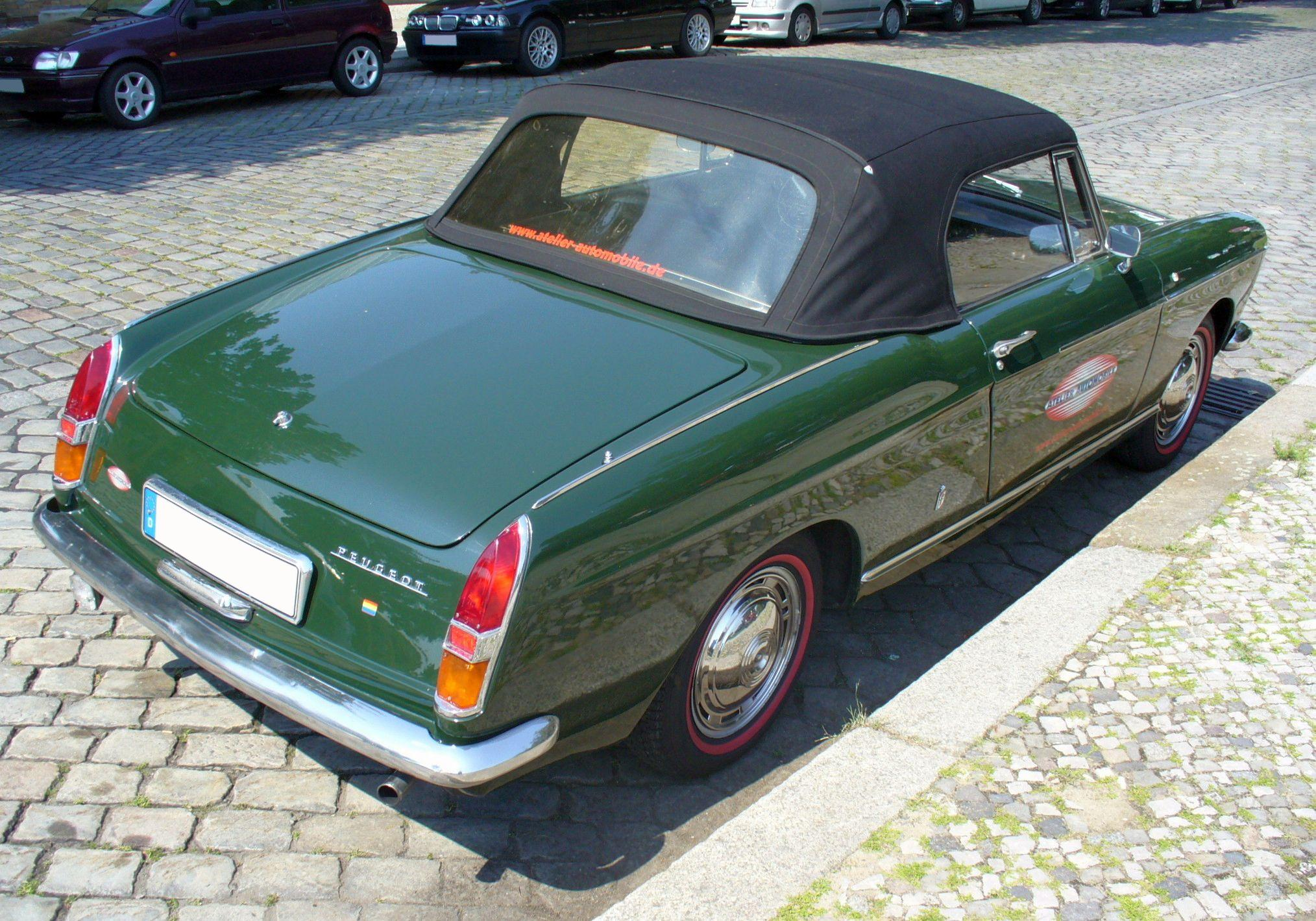
Heckansicht
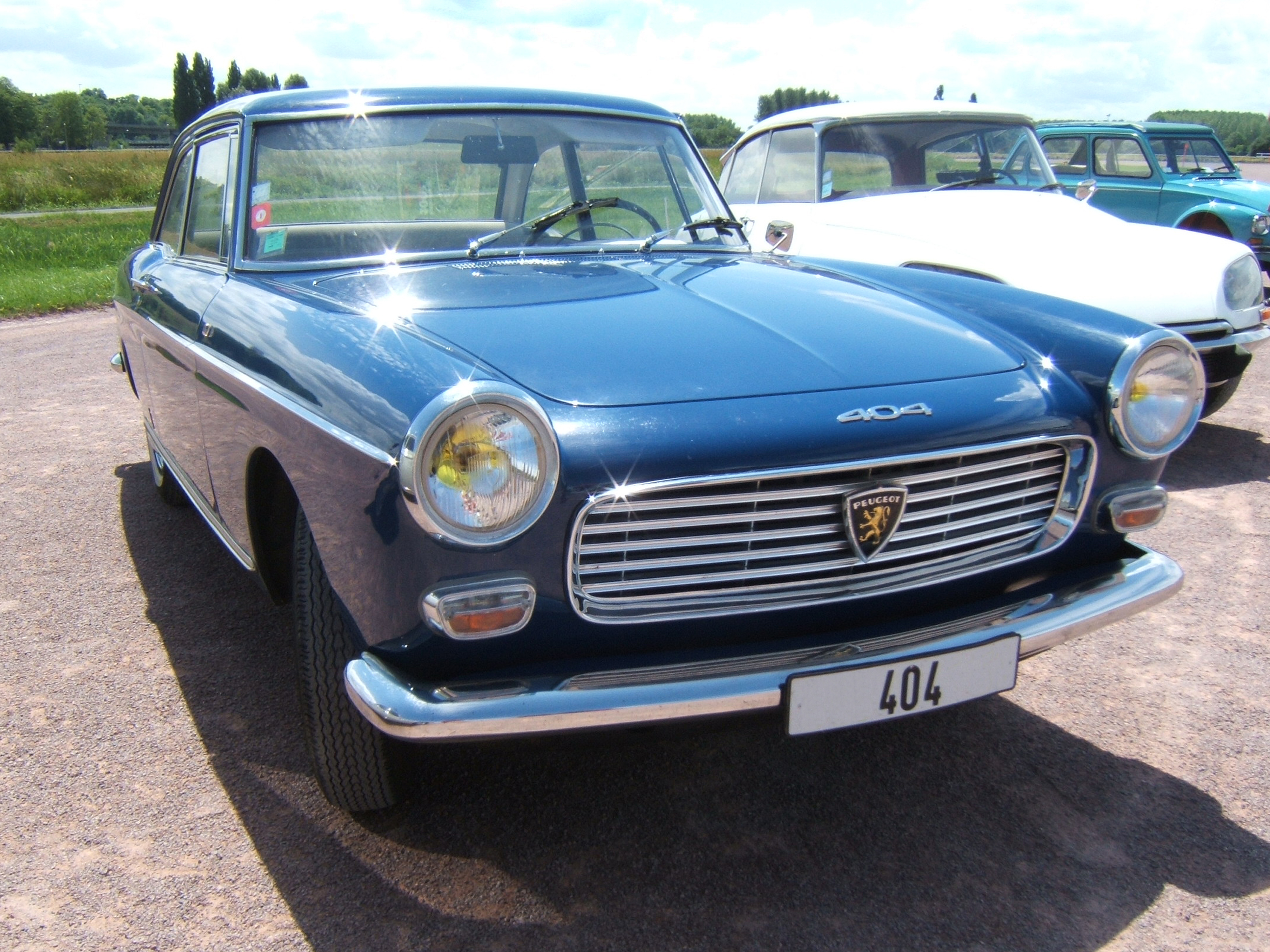
Peugeot 404 Coupé (1962–1968)
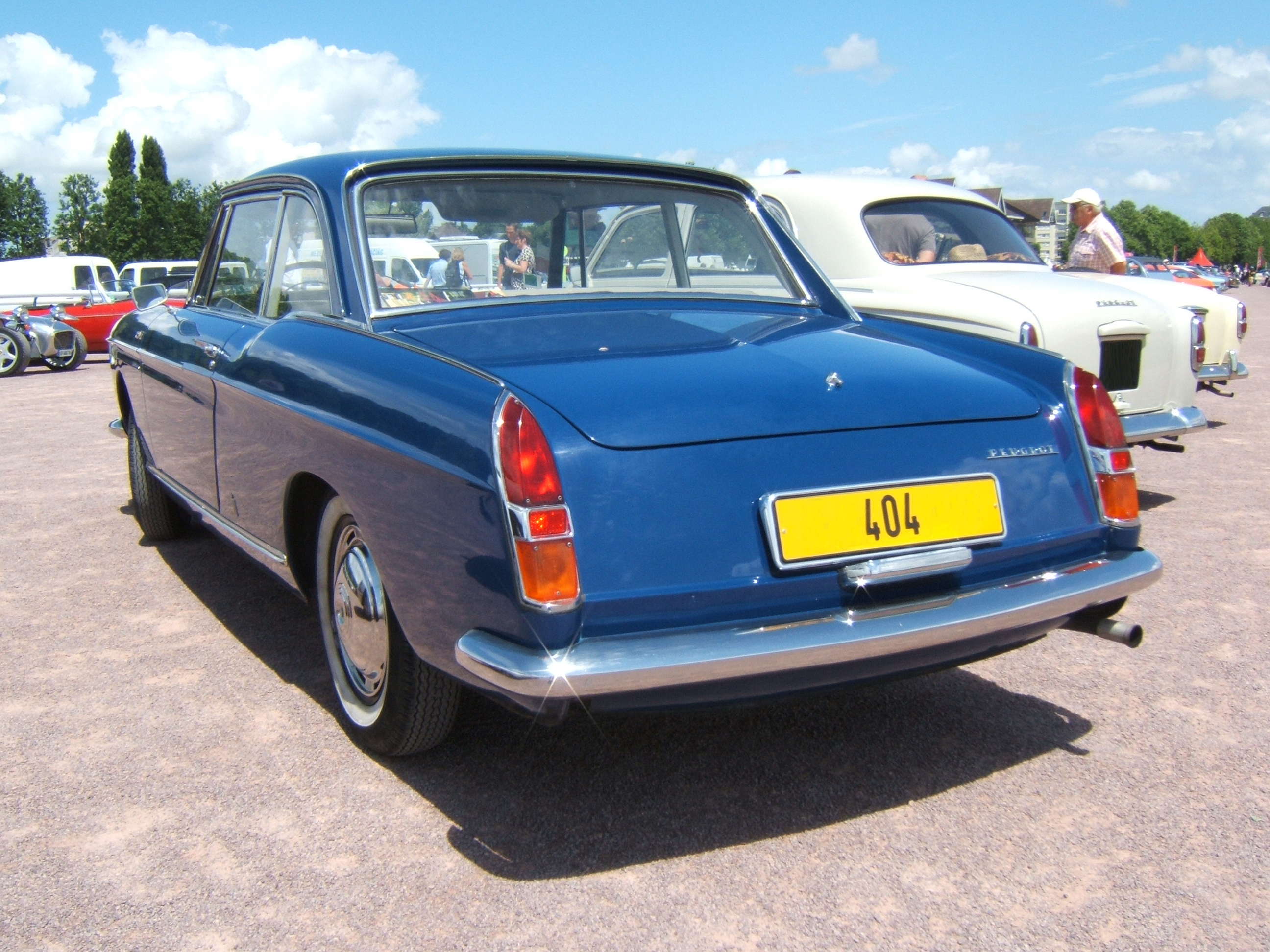
Heckansicht
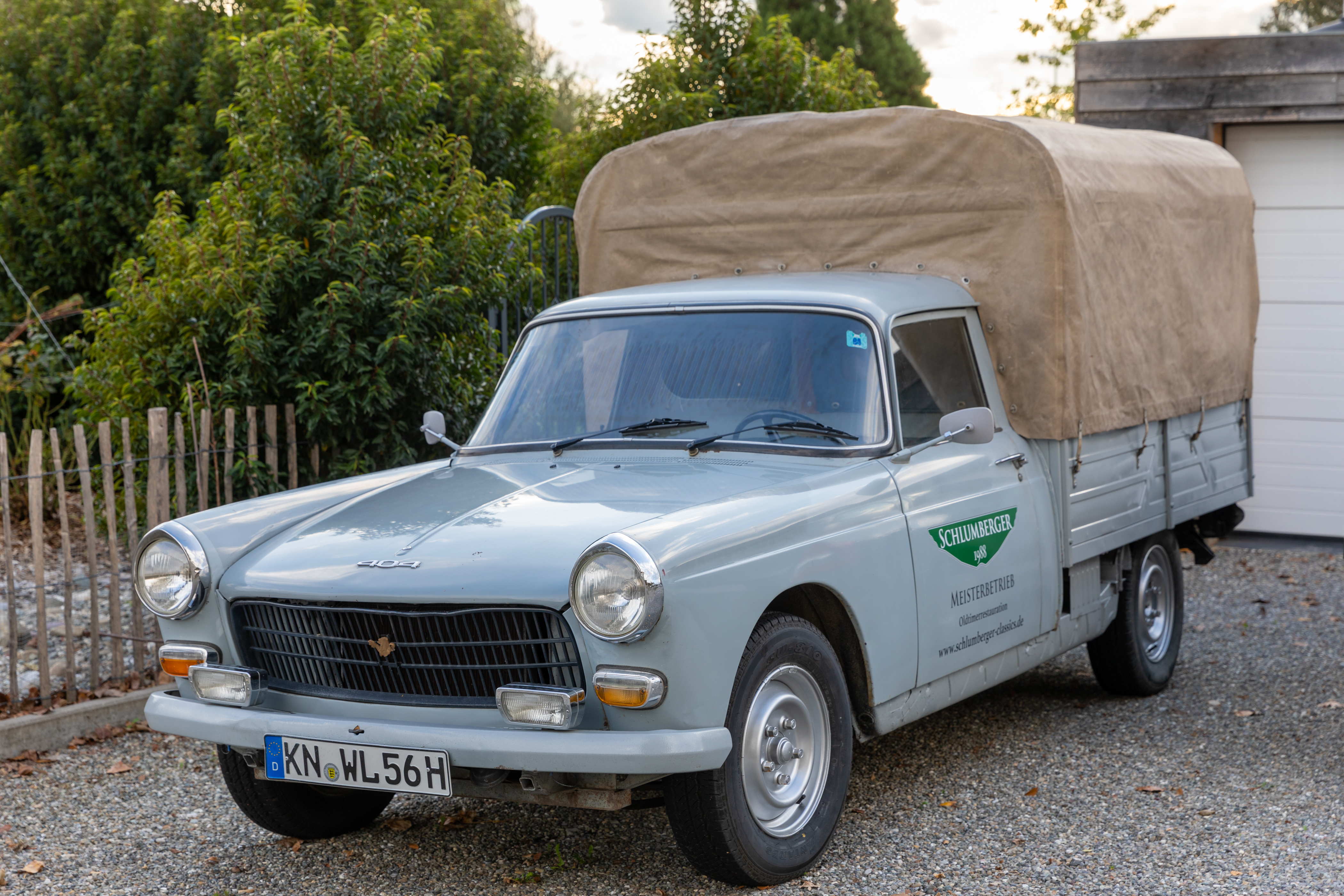
Peugeot 404 pickup
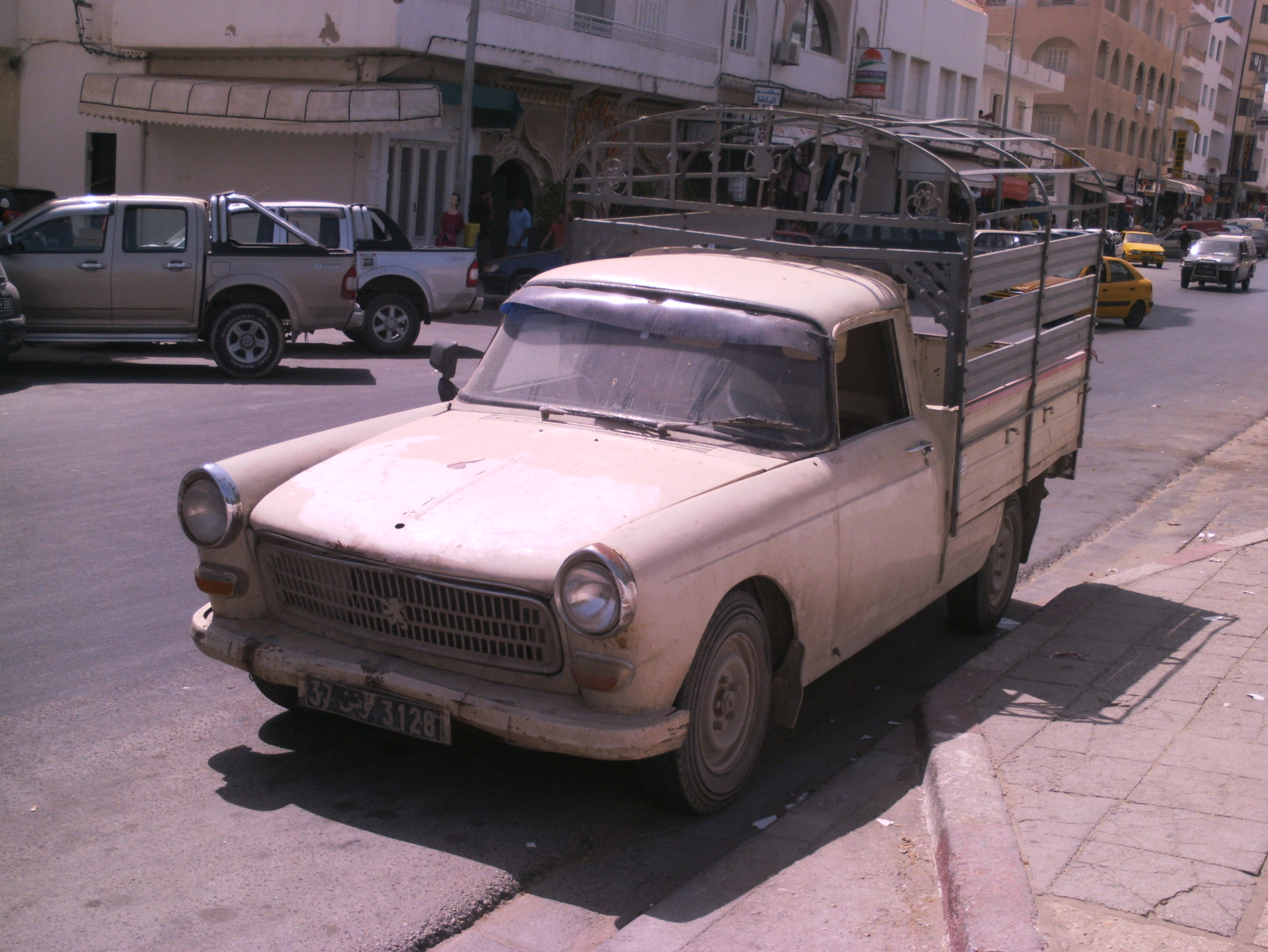
Peugeot 404 Pick-up (1967–1978)
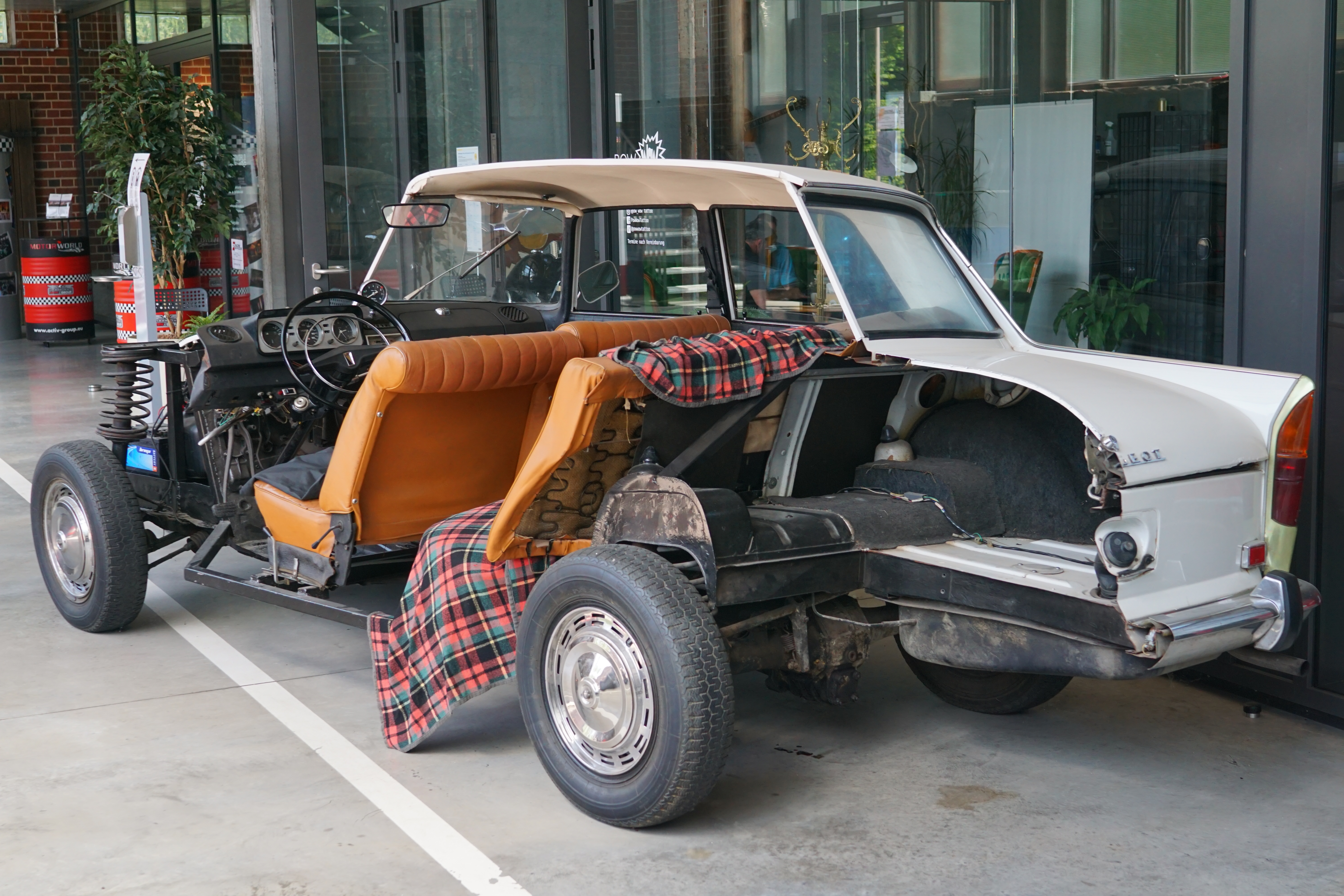
Tankeinfüllstutzen unter dem hinteren Kennzeichenhalter, Tank unter dem Kofferraumboden

## Nachfolger
Direkter Nachfolger war der Peugeot 504. Numerisch folgte erst im Herbst 1987 der Peugeot 405, der im Gegensatz zum 404 nicht mehr mit einer dritten Sitzbank im Kofferraum der Kombivariante Break geliefert wurde.